# Pozdrav
Pozdrav predstavlja način iskazivanja blagonaklonosti pri susretu ili rastanku dvije ili više osoba. Verbalno, to je iskazivanje kratke riječi ili fraze svojstvene određenoj kulturi, a u fizičkom smislu može se manifestovati rukovanjem, poljupcem, mahanjem rukom...
Svi indoevropski pozdravi su istog porijekla: hello, ciao, šalom, zdravo, servus, zbogom, bok-bog... i uvijek znači mir, zdravlje, dobro, usluga, Bog. U prošlosti rukovanje je bio dokaz da se u ruci ne krije oružje, a sam pozdrav uglavnom nagovještava dobru namjeru, kako bi se druga strana uvjerila da ne prijeti opasnost.